# エットリンゲン国際ピアノコンクール
エットリンゲン国際ピアノコンクール(Internationaler Klavierwettbewerb Ettlingen)は、ドイツのエットリンゲンで行われ続けている青少年のためのピアノコンクール。

## 概要
この国際ピアノコンクールが有名な理由は、受賞者が何らかの国際メジャーの優勝者または最高位を輩出していたからである。また、国際ピアノコンクールの文献は原語に依るものしか手に入らないのが普通であるのに、このコンクールは日本語のみならず他の各種言語による参考文献が大量に入手できる点で異彩を放っている。
16歳未満部門(Kategorie A)と23歳未満部門(Kategorie B)に分かれるが、圧倒的に注目されるのは16歳未満部門である。ただし、23歳未満部門の優勝者にも卓抜な技量を持った人物が存在する。
課題曲は様式が指定してあってもほぼ自由曲であるため、アジア人が入賞しやすい。
過去の受賞者にはミュンヘン国際音楽コンクールピアノ部門優勝のOleksiy Gorlach、アレッサンドロ・カーサグランデ国際ピアノコンクール優勝の河村尚子がいる。